# Le Breuil (Allier)
Le Breuil település Franciaországban, Allier megyében. Lakosainak száma 531 fő (2022. január 1.). Le Breuil Arfeuilles, Châtel-Montagne, Châtelus, Droiturier, Isserpent, Saint-Christophe-en-Bourbonnais és Saint-Prix községekkel határos.

## Népesség
A település népességének változása:
| Lakosok száma | 805  | 613  | 571  | 549  | 550  | 539  | 532  | 530  | 531  | 531  |
|               | 1968 | 1982 | 1990 | 2006 | 2013 | 2015 | 2017 | 2019 | 2020 | 2022 |